# Auchan-busz (Miskolc)
A miskolci Auchan busz 2009-ben indult. 2012. szeptember 1-jével megszűnt, innentől a Felsőzsolcához közeli Auchan áruházba az Auchan 1-es, míg a Pesti úti Auchan áruházba (korábban Cora) az Auchan 2-es busz szállítja az utasokat.

## A járat története és járművei
2009-ben, a József Attila úti Auchan áruház megnyitásakor a vásárlók a bevásárlóközpontot a 7-es (Búza tér–Felsőzsolca) viszonylaton közelítették meg. A főút és az újonnan átszervezett közlekedési rend miatt ez nehézkes volt. Az áruház igazgatósága ennek megoldására és új vásárlók szerzése érdekében rendelte meg az Auchan-járatot a Borsod Volán Zrt.-től. A viszonylaton rendszerint szóló ARC 127 típusú autóbusz (LKK-386) közlekedett a Centrumtól az Auchan áruházig. A járat ingyenesen volt igénybevehető. 2009 szeptemberétől az MVK Zrt. üzemeltette az Auchan-járatot.
2012. január 16-tól a Centrum helyett az Avas kilátótól indult. Ettől az időponttól a járatra az áruház irányba csak felszállni, az Avas kilátó irányba pedig csak leszállni lehetett.
2012. szeptember 1-től a József Attila úti Auchanba Auchan 1-es jelzéssel az Újgyőri főtértől közlekedik járat, míg az Avasi kilátótól a Pesti úti Auchanba indulnak buszok, Auchan 2 jelzéssel.
Az út odafelé 36, visszafelé 32 percet vett igénybe. A járat ünnepnapokon nem közlekedett.

## Megállóhelyei
| Auchan 1 (Avas kilátó – Auchan Borsod) |                           |      |                                         |
| Perc                                   | Megállóhely               | Perc | Átszállási lehetőségek                  |
| 0                                      | Avas kilátó               | 26   | 29, 32, 35, 35É, Cora, Tesco            |
| 1                                      | Leszih Andor utca         | 25   | 29, 32, 35, 35É, Cora, Tesco            |
| 2                                      | Hajós Alfréd utca         | 24   | 29, 32, 35, 35É, Cora, Tesco            |
| 3                                      | Mednyánszky utca          | 23   | 29, 32, 35, 35É, Cora, Tesco            |
| 4                                      | Ifjúság útja              | 22   | 29, 32, 35, 35É, Cora, Tesco            |
| 6                                      | Kazinczy Általános Iskola | 20   | 31                                      |
| 12                                     | Vörösmarty utca           | 14   | 21, 21B, 32                             |
| 13                                     | Centrum                   | 13   | 2, 12, 20, 22, 34, 35, 35É, 38, 44 1, 2 |
| 16                                     | Búza tér                  | 10   | 1, 1A, 2, 3, 3A, 4, 7, 11, 32           |
| 19                                     | Selyemrét                 | 7    | 1A, 21, 21B, 31 1, 2                    |
| 26                                     | Auchan Borsod             | 0    | 7                                       |